# التعليم والنضال للحياة العامة
التعليم والنضال للحياة العامة (بالإنجليزية: Schooling and the Struggle for Public Life)‏ هو كتاب غير خيالي عن علم التربية النقدي لهنري غيروكس في كتاب غيروكس يحلل وينتقد مفاهيم التربية المختلفة، بحجة أن المدارس لا ينبغي أن تكون خاضعة لهيكل السلطة الحالي، بل يجب أن تكون بدلاً من ذلك مواقع للنضال وأن تتضامن مع المضطهدين. يتبنى إطار التربية المدنية، ويعرّف المواطنة بأنها النضال من أجل التمكين.